# Savigny-sur-Grosne
Savigny-sur-Grosne är en kommun i departementet Saône-et-Loire i regionen Bourgogne-Franche-Comté i östra Frankrike. Kommunen ligger i kantonen Saint-Gengoux-le-National som tillhör arrondissementet Mâcon. År 2022 hade Savigny-sur-Grosne 170 invånare.

## Befolkningsutveckling
Antalet invånare i kommunen Savigny-sur-Grosne
| Referens: INSEE |